# Неокл Самосский
Неокл Самосский (англ. Neocles of Samos; IV в. до н. э.) — афинский клерух на одной из частей острова Самос (который перешел под власть Афин), учитель в местной школе. Отец Эпикура, одного из величайших философов Греции, основателя эпикуреизма.

## Биография
Год рождения неизвестен (IV в. до н.э.). Был родом из аттического селения Гаргетта. По некоторым данным Неокл принадлежал к известному аристократическому роду Филаидов, однако был настолько стеснен в средствах, что ему с трудом удавалось прокормить свою семью и пришлось стать колонистом.
Неокл вместе с другими афинскими колонистами переехал на Самос в 352 году до н.э., где стал школьным учителем. В 341 году до н.э. на острове Самос у Неокла и его жены Херестраты рождается сын, которого назвали Эпикуром.
Когда афинян изгнали с острова в 322 году, семья осталась без средств к существованию. Неокл с семьёй перебирается в город Колофон. Известно точно, что Эпикур к тому времени служил эфебом в Афинах. После окончания эфебства Эпикур переехал на время к Неоклу, а потом в Митилены. Неокл, скорее всего, умер своей смертью в IV в. до н.э.

## Семья
Достоверно известно, что у Неокла было 4 сыновей:
- Эпикур
- Хайридем
- Неокл
- Аристобул[3]

Согласно Диогену Лаэртскому у Неокла была жена Херестрата.